# Diphyus bicingulatus
Diphyus bicingulatus är en stekelart som först beskrevs av Johann Ludwig Christian Gravenhorst 1829.  Diphyus bicingulatus ingår i släktet Diphyus och familjen brokparasitsteklar. Arten är reproducerande i Sverige. Utöver nominatformen finns också underarten D. b. deuteropus.